# 길티 기어 XX
《길티 기어 XX: 더 미드나이트 카니발》는 아크 시스템 웍스가 개발하고 사미가 배급한 대전 격투 게임이다. 《길티 기어》 시리즈의 세 번째 본편 게임으로, 2002년 5월 세가 나오미 아케이드 기판 기반으로 오락실용으로 처음 출시됐다. 북미 및 유럽 지역에선 《길티 기어 X2》라는 제목으로 출시됐다.
《길티 기어 XX》는 전작 《길티 기어 X》로부터 약 2주 후의 이야기를 다루며, '이노'라는 악당이 등장해 기존 등장인물과 대립하게 된다. 《길티 기어 XX》는 4버튼 시스템 게임플레이를 가다듬어 로망 캔슬, 폴트리스 디펜스처럼 게이지를 사용하는 필살기 '오버드라이브 기술'들이 개량됐다. 《길티 기어 XX》가 도입한 새로운 시스템으로 '버스트 게이지'가 있는데, 플레이어가 공격이나 방어를 할수록 충전되며 게이지가 전부 충전한 상태에서 일정 버튼을 누르면 잠시 무적이 되고 대미지는 없는 '버스트' 기술을 즉시 사용해 상대방의 공격을 강제로 중단시킬 수 있다.
《길티 기어 XX》는 플레이스테이션 2 이식판이 일본서 2002년 12월 처음 출시됐다. 이후 《길티 기어 XX》는 캐릭터를 추가하고 게임플레이를 개선한 확장판들이 총 5판이 추가로 발매됐다.

## 개발

### 확장판
《길티 기어 XX》는 추가 컨텐츠가 있는 업데이트판이 총 5개가 추가로 존재한다.
- 《길티 기어 XX 리로디드》 (2003)
- 《길티 기어 XX 슬래시》 (2005)
- 《길티 기어 XX 엑센트 코어》 (2006)
- 《길티 기어 XX 엑센트 코어 플러스》 (2008)
- 《길티 기어 XX 엑센트 코어 플러스 R》 (2012)

## 반응

### 흥행
《길티 기어 XX》는 2002년 12월 31일까지의 일본 판매량이 112,520장으로, 그 해 일본에서 117번째로 가장 많이 팔린 게임이었다.

## 참조

### 내용주
1. ↑  영어: Guilty Gear XX: The Midnight Carnival, 일본어: ギルティギア イグゼクス
2. ↑  영어: Guilty Gear X2